# Седег (Решт)
Седег (перс. سده) — село в Ірані, у дегестані Белесбене, у бахші Кучесфаган, шагрестані Решт остану Ґілян. За даними перепису 2006 року, його населення становило 2175 осіб, що проживали у складі 586 сімей.

## Клімат
Середня річна температура становить 14,54°C, середня максимальна – 28,61°C, а середня мінімальна – 0,19°C. Середня річна кількість опадів – 1205 мм.
| Клімат поселення                              | Клімат поселення | Клімат поселення | Клімат поселення | Клімат поселення | Клімат поселення | Клімат поселення | Клімат поселення | Клімат поселення | Клімат поселення | Клімат поселення | Клімат поселення | Клімат поселення | Клімат поселення |
| Показник                                      | Січ.             | Лют.             | Бер.             | Квіт.            | Трав.            | Черв.            | Лип.             | Серп.            | Вер.             | Жовт.            | Лист.            | Груд.            |                  |
| Середній максимум, °C                         | 9,24             | 9,39             | 11,79            | 17,66            | 21,85            | 25,49            | 28,61            | 28,24            | 24,96            | 21,31            | 17,01            | 12,57            |                  |
| Середня температура, °C                       | 4,72             | 4,86             | 7,24             | 13,12            | 17,30            | 20,93            | 24,20            | 23,82            | 20,56            | 16,90            | 12,59            | 8,16             |                  |
| Середній мінімум, °C                          | 0,19             | 0,34             | 2,72             | 8,61             | 12,79            | 16,41            | 19,78            | 19,40            | 16,15            | 12,50            | 8,19             | 3,76             |                  |
| Норма опадів, мм                              | 123              | 100              | 90               | 49               | 47               | 32               | 32               | 62               | 134              | 205              | 179              | 152              |                  |
| Середньомісячна швидкість вітру, м/с          | 2.30             | 2.40             | 2.40             | 2.30             | 2.32             | 2.49             | 2.60             | 2.29             | 2.10             | 2.10             | 2.00             | 2.11             |                  |
| Середньомісячна сонячна радіація, кДж/м²·день | 6872             | 8955             | 10956            | 15545            | 19821            | 21758            | 22458            | 19023            | 15522            | 10782            | 8622             | 6626             |                  |
| --------------------------------------------- | ---------------- | ---------------- | ---------------- | ---------------- | ---------------- | ---------------- | ---------------- | ---------------- | ---------------- | ---------------- | ---------------- | ---------------- | ---------------- |
| Джерело:                                      |                  |                  |                  |                  |                  |                  |                  |                  |                  |                  |                  |                  |                  |